# Monts Danxia
Les monts Danxia (chinois : 丹霞山 ; pinyin : dānxiá shān ; litt. « montagne de nuages pourpres ») se trouvent sur le territoire de la ville-préfecture de Shaoguan au nord de la province chinoise du Guangdong. Les falaises rouges et abruptes des monts ont donné leur nom à un type de relief, le relief Danxia.

## Les roches Yin et Yang
Les roches vedettes du domaine sont poétiquement appelées antre yin (femelle) et colonne yang (mâle).

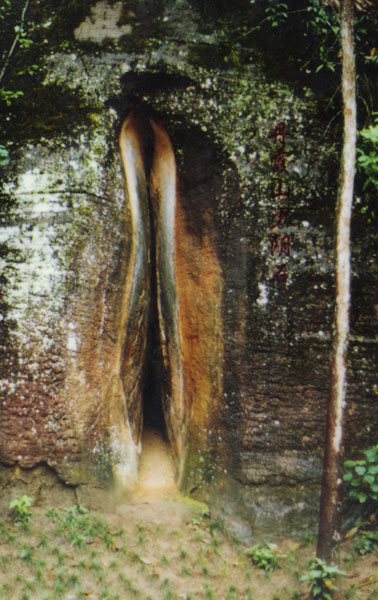
Antre Yin
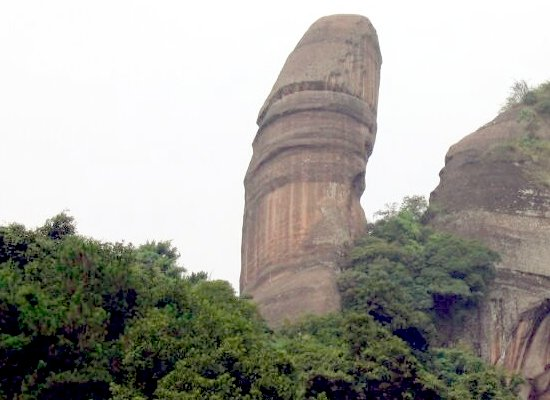
Colonne Yang

## Parc national
Le parc paysager des monts Danxia (丹霞山风景名胜区) fut proclamé parc national le 1er août 1988.

## Patrimoine mondial
Les monts Danxia font partie des six sites géologiques chinois inscrits collectivement sur la liste du patrimoine mondial de l'UNESCO en juillet 2010 sous le nom de « Danxia de Chine ».

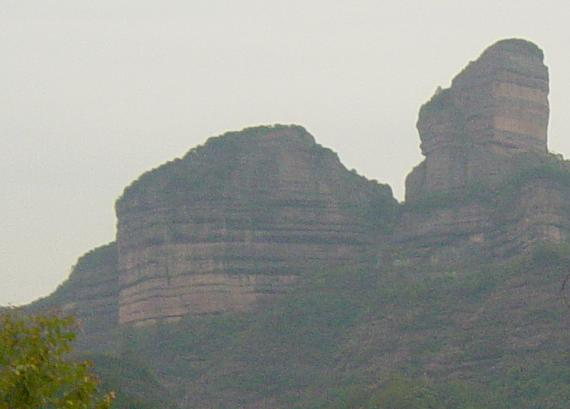
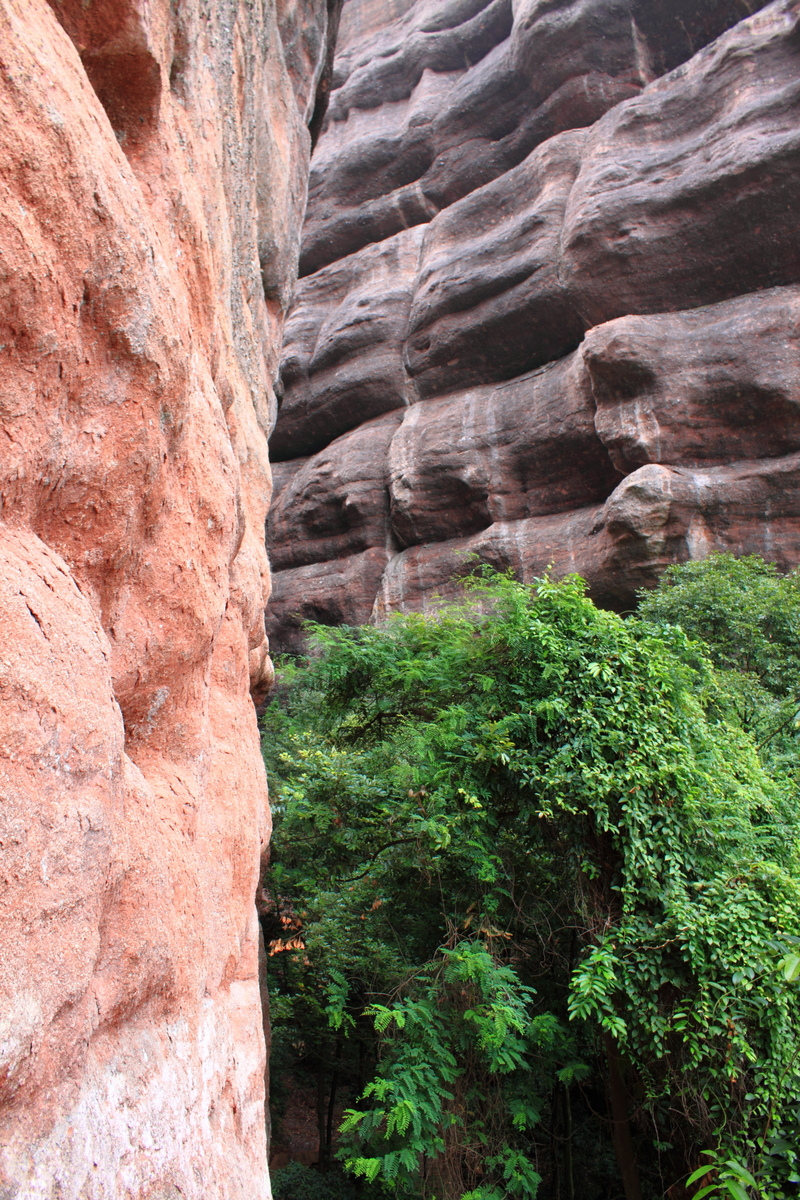
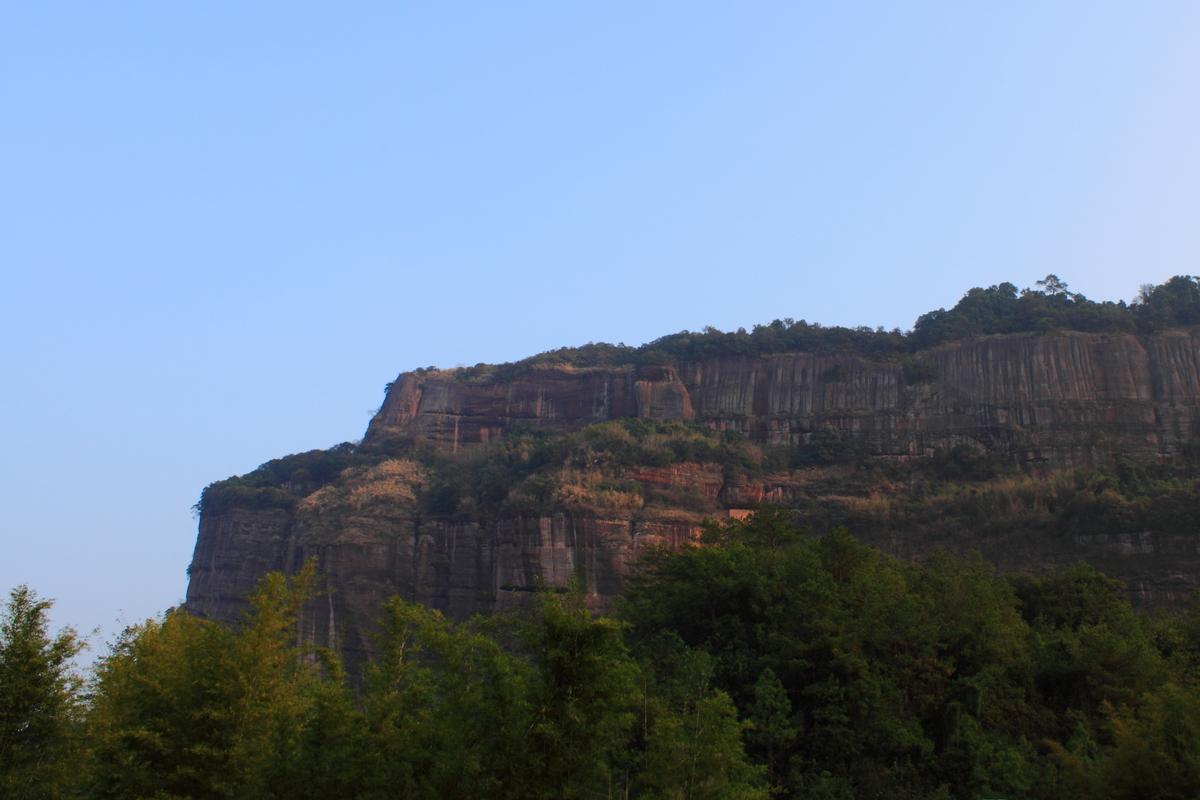
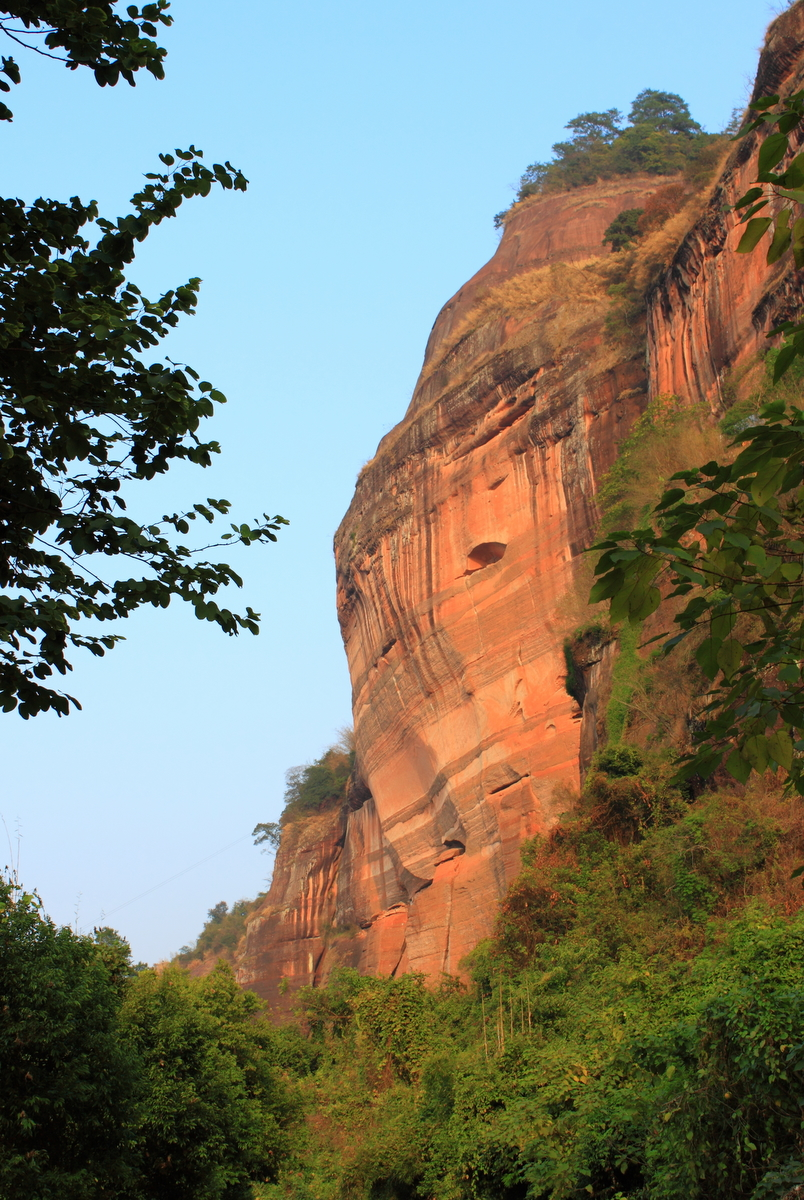